# FC Winterswijk
FC Winterswijk ist ein niederländischer Fußballverein aus Winterswijk. Er wurde im Jahr 2013 gegründet.

## Die Mannschaft
Die Saison 2013–2014 begann mit 22 Seniorenmannschaften (davon 2 Frauen), 16 Juniorenmannschaften (davon 2 Mädchen), 31 Schülermannschaften (davon 4 Mädchen), einer G-Mannschaft und verschiedenen Mini-Jugendmannschaften. Die erste Sonntagsmannschaft wurde in ihrer Debütsaison auf Anhieb Meister der dritten Liga.
Die Saison 2016–2017 begann mit 21 Seniorenteams (davon 2 Frauen und 2 Veteranen), 9 Teams in den oberen Klassen (O19+O17, davon 1 Mädchen), 15 Teams in den mittleren Klassen (O15+O13, davon 3 Mädchen) und 19 Junior High-Teams (O11+ O9, davon 1 Mädchen) und verschiedene Mini-Jugendteams. Auch ein G-Team ist aktiv. Die ersten Mannschaften des FC Winterswijk spielen am Samstag (2016/17) in der vierten Division und am Sonntag (2016/17) in der zweiten Division im KNVB-Ostbezirk.
Seit der Saison 2017/18 spielt die erste Sonntagsmannschaft in der Eerste Klasse.
In der Saison 2023/24 wurde der FC Winterswijk das erste Mal für den KNVB-Pokal qualifiziert.

## Stadion
Der FC Winterswijk trägt seine Spiele im Sportpark Jaspers aus. Im Rahmen der Sportpolitik der Gemeinde Winterswijk wurde dieser Park im Zeitraum 2010–2013 komplett renoviert und mit sieben Spielfeldern ausgestattet. Fünf davon, darunter das Hauptfeld, sind mit Kunstrasen ausgestattet.